# Marc Wiese

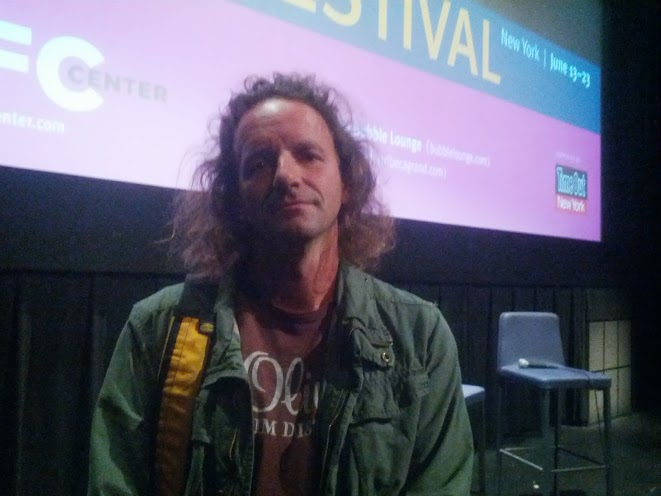
Marc Wiese (2013)

Marc Wiese (* 1966 in Dortmund) ist ein deutscher Dokumentarfilmer, Fernsehjournalist und Regisseur. Er ist insbesondere für seine Dokumentarfilme über gesellschaftliche und politische Konflikte bekannt.

## Leben
Wiese studierte Philosophie und Journalistik an der Universität Dortmund. Nach Praktika bei der taz und der Westfälischen Rundschau absolvierte er ein Volontariat beim ZDF und bei der ARD. Seit 2022 ist er Mitglied der Deutschen Filmakademie.

## Werk
Seit über 25 Jahren produziert Wiese Dokumentarfilme für Fernsehen und Kino, oft mit Fokus auf Menschenrechte und Konflikte. Zu seinen bekanntesten Arbeiten zählt Camp 14 – Total Control Zone (2012), der international ausgezeichnet wurde, unter anderem mit dem Grimme-Preis, und in mehr als 20 Ländern ausgestrahlt wurde.

## Preise und Auszeichnungen (Auswahl)
- 1996: Civis – Europas Medienpreis für Integration für (Vergessen. Verdrängt. Verkauft)[2]
- 2002: Deutscher Menschenrechtsfilmpreis (2. Preis)[3].
- 2010: Gewinner Cinema for Peace (Das Mädchen und das Foto)[4]
- 2014 Katholischen Medienpreis der Deutschen Bischofskonferenz (Camp 14 – Total Control Zone)
- 2015: Grimme-Preis (Camp 14 – Total Control Zone)

## Filmografie (Auswahl)
- 1995: Vergessen. Verdrängt. Verkauft (mit Michael Möller)
- 2002: Flucht in den Tod: Das Meer, das Dorf und das Schweigen
- 2009: Kanun – Blut für die Ehre
- 2009: Nick Út. Das Mädchen und das Foto
- 2012: Camp 14 – Total Control Zone
- 2014: When Under Fire – Shoot It! The Story of the Legendary Bang-Bang Club
- 2017: War Diary
- 2018: Slaves – Auf den Spuren moderner Sklaverei
- 2020: We Hold the Line
- 2020: Die Unbeugsamen – Gefährdete Pressefreiheit auf den Philippinen
- 2021: Mein gestohlenes Land
- 2023: Land der verlorenen Kinder
- 2025: Moneyland – Die dunklen Geschäfte der Finanzindustrie